# Duivelsdriehoek

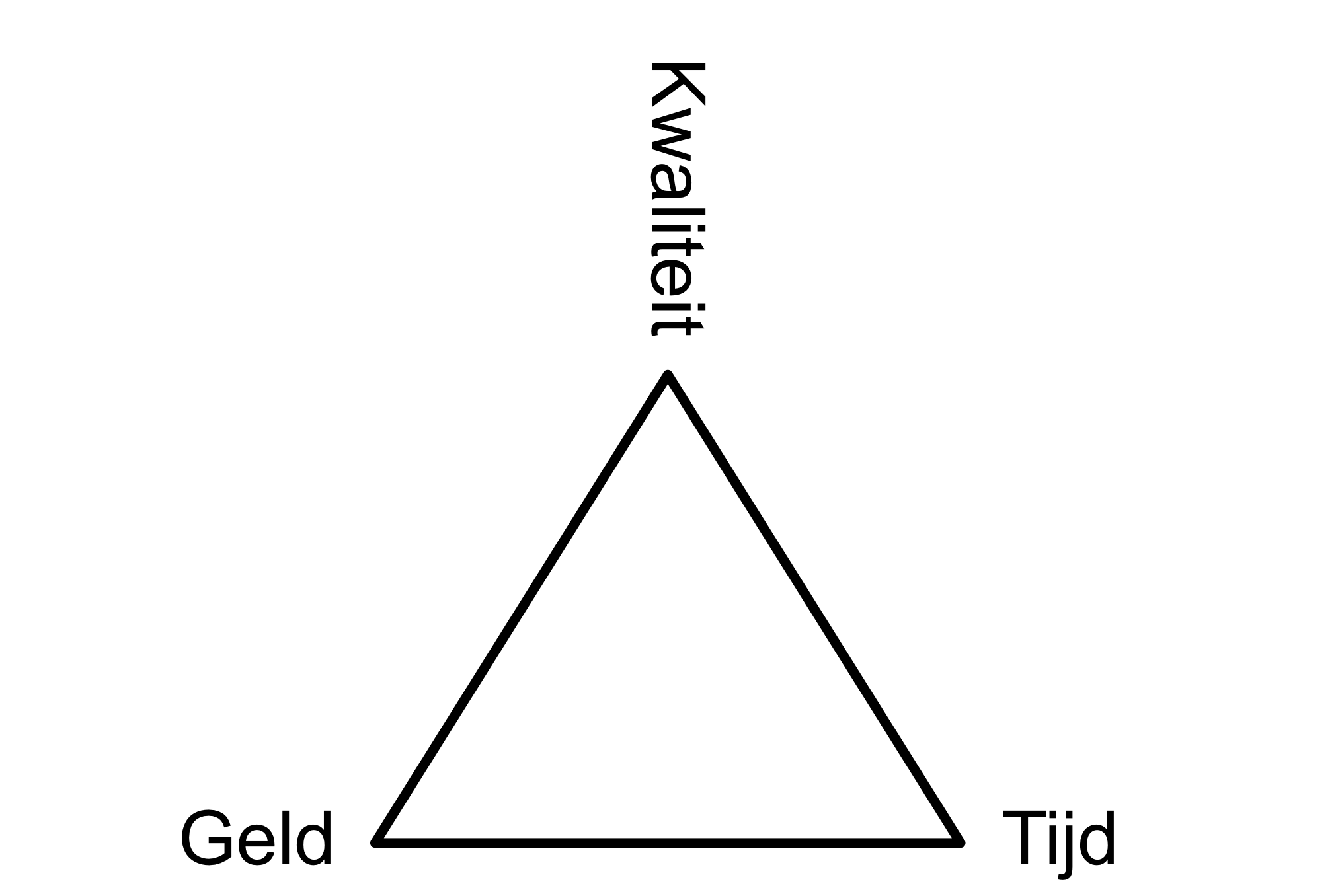
Duivelsdriehoek met Geld, Kwaliteit en Tijd op de hoeken

De duivelsdriehoek (ook bekend als projectmanagementdriehoek, project management triangle of ijzeren driehoek) is het fundament van projectmanagement en beschrijft de onderlinge relatie tussen drie sleutelfactoren in het sturen en beheersen van projecten. 
In de duivelsdriehoek staat elke hoek voor een sleutelfactor:
- Geld: kosten/budget/prijs van het project.
- Kwaliteit: kwaliteit van het projectresultaat.
- Tijd: doorlooptijd/deadline van het project.

## Kenmerken
- Verbindt deze drie sleutelfactoren als een elastiek aan elkaar[2].
- Een optimale keuze voor alle drie sleutelfactoren tegelijkertijd is onmogelijk[3].
- Verandering in één van deze sleutelfactoren heeft automatisch effect op de anderen. Als de benodigde projecttijd wordt verkort, nemen de projectkosten toe en/of neemt de kwaliteit van het projectresultaat af. Minder tijd wordt bijvoorbeeld aan documentatie of andere ‘deliverables’ besteed om tijd te besparen en toch binnen budget te blijven.
- Reikwijdte/omvang/grootte/resultaat van de projectopdracht ligt vast en verandert gedurende het hele project niet.

## Oorsprong
- "Goed, snel, goedkoop. Kies er twee." zoals gesteld in de Algemene Wet van het Zakelijk Evenwicht (vaak uitgedrukt als "Je krijgt waar je voor betaalt.") wordt zonder enig bewijs toegeschreven aan John Ruskin. Soortgelijke uitspraken worden vaak gebruikt om de sleutelfactoren van de driehoek kernachtig samen te vatten[4][5].
- Hoewel de oorsprong ervan onduidelijk is, wordt de duivelsdriehoek sinds 1950 gebruikt[6]. Martin Barnes zegt dat hij in 1969 de eerste was die de duivelsdriehoek ontwierp en dat deze daarna bekend werd onder de naam 'Barnes Triangle' [7].

## Toepassing
Belangrijk voor projectleiders is zich bewust te zijn van de relatie tussen de sleutelfactoren en de mogelijke gevolgen van wijzigingen van één van hen. Een goed beheersing van de duivelsdriehoek vereist het vinden van een evenwicht tussen de drie sleutelfactoren en het nemen van weloverwogen beslissingen om de projectdoelstellingen te bereiken.

## Verklaring
De duivelsdriehoek is in wezen een vereenvoudigd model van de meest essentiële kwaliteitskenmerken. Kwaliteit wordt in enge zin gebruikt, dus als verzamelnaam voor bijvoorbeeld betrouwbaarheid, onderhoudbaarheid en flexibiliteit. Tijd staat voor logistieke kwaliteitseigenschappen als juiste hoeveelheid, plaats en tijd. Geld staat tenslotte voor doelmatigheid en kosten.

## Kritiek
- Soms is het inderdaad mogelijk betere, goedkopere en snellere oplevering van de opdracht te bereiken door het projectontwerp te stroomlijnen.
- Het gevolg van sturen op alleen tijd en geld zorgt per definitie dat kwaliteit en reikwijdte ondergeschikt worden[9].
- Alleen als eisen en wensen helder en meetbaar gespecificeerd zijn is de duivelsdriehoek toepasbaar in een (contractuele) relatie tussen opdrachtgever en opdrachtnemer[9].
- In de praktijk is het niet altijd mogelijk bepaalde sleutelfactoren te veranderen. Bijvoorbeeld, extra geld (en mensen) aan een volledig bemand project toevoegen kan het project vertragen[10].
- Bij slecht geleide projecten is het vaak onmogelijk om budget, planning of reikwijdte te verbeteren zonder de kwaliteit aan te tasten.
- Het leveren van projectresultaten in termen van vereiste reikwijdte met een redelijke kwaliteit, binnen vastgesteld budget en tijd wordt vaak onterecht gezien als projectsucces[11][12][13]. De duivelsdriehoek is een ontoereikend model voor het meten van projectsucces, omdat belangrijke factoren zijn weggelaten, zoals het effect op belanghebbenden[14], leren[15] en gebruikerstevredenheid[16]. Daarop zijn verschillende uitbreidingen van sleutelfactoren voorgesteld, zoals het diamantmodel[17], het piramidemodel en het PMBOK 4.0 model met 6 sleutelfactoren[18].

## Varianten

Een variant van de duivelsdriehoek met Geld, Tijd en Omvang op de hoeken en Kwaliteit in de driehoek.

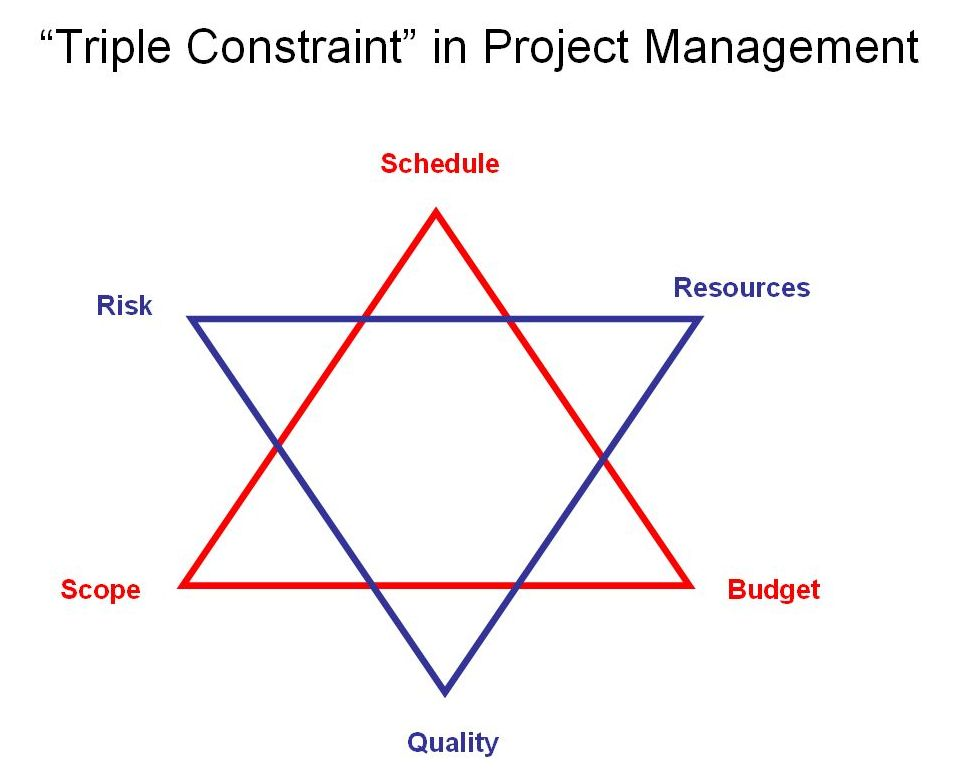
The PMBOK Project Management Star

- Omvang/reikwijdte/grootte, kosten/geld/budget/prijs en tijd/doorlooptijd/deadline zitten in de hoeken en kwaliteit staat binnen de duivelsdriehoek. De keuze om één sleutelfactor te veranderen maar de andere twee niet heeft altijd gevolgen voor de kwaliteit. Hetzelfde leveren met dezelfde investering binnen dezelfde tijd, levert minder kwaliteit op zoals aandacht voor details, testen, kennisoverdracht en andere activiteiten die de kwaliteit waarborgen. Een variant hierop is het duivelsvierkant[19].
- Product, tijd en geld: gebruikelijk bij de overheid[9].
- Invoer-uitvoer driehoek met reikwijdte, geld en tijd en procesdriehoek met risico, kwaliteit en middelen in het PMBOK 4.0 Project Management model[18].

## Duivelsvierkant

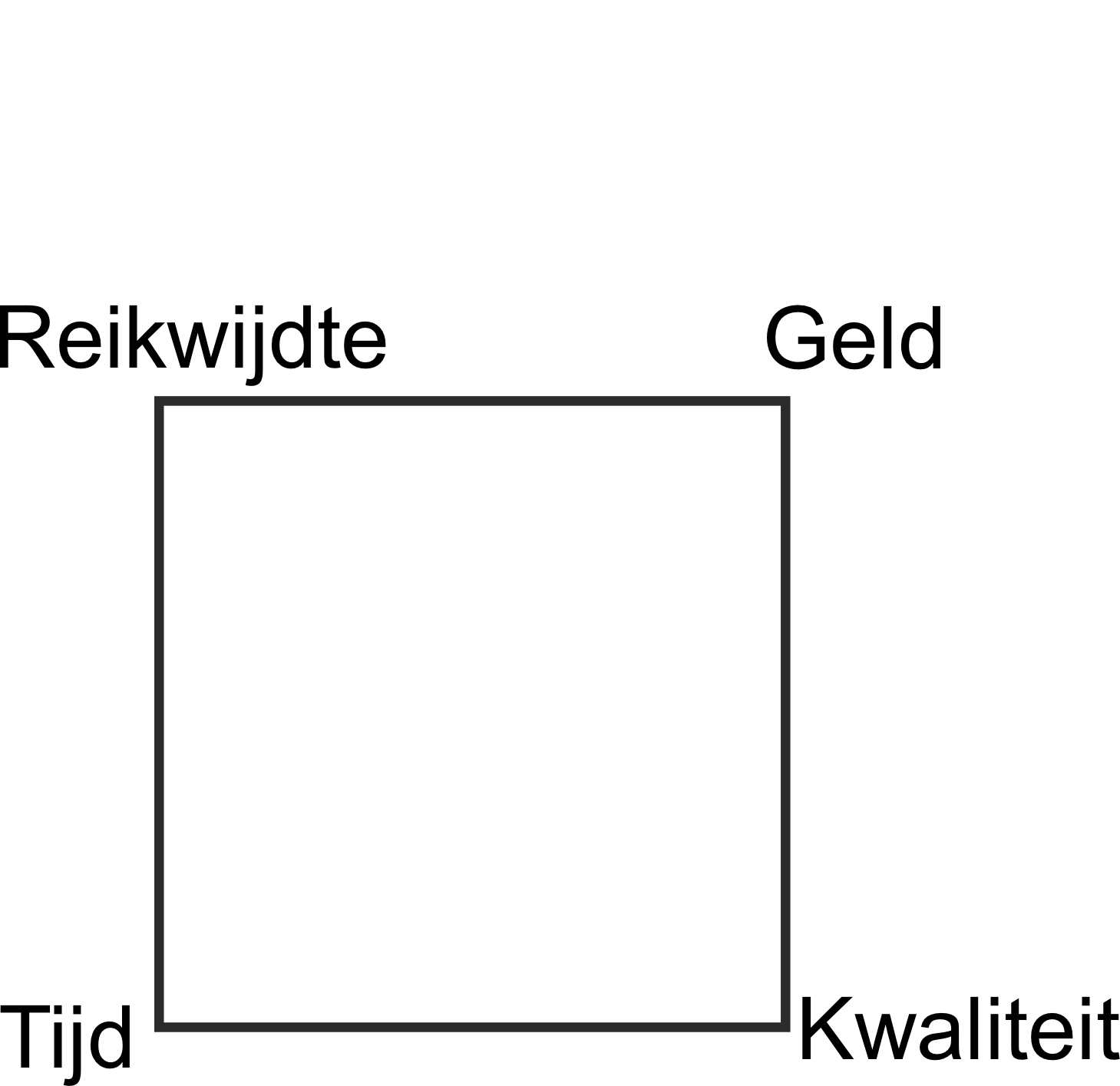
Duivelsvierkant met Tijd, Kwaliteit, Reikwijdte en Geld op de hoeken

De duivelsdriehoek gaat impliciet vanuit dat de reikwijdte/omvang/grootte/resultaat van de projectopdracht vastligt en gedurende het hele project ongewijzigd blijft. In de praktijk vindt vaak gewild of ongemerkt een beperking of uitbreiding van de oorspronkelijke opdracht plaats (scopecreep) en wordt reikwijdte/omvang/grootte/resultaat van de projectopdracht de vierde sleutelfactor voor sturing en beheersing van projecten.
De duivelsdriehoek wordt zo een duivelsvierkant en laat zien dat de reikwijdte/omvang/grootte/resultaat van de projectopdracht een sleutelfactor is die beheerst kan worden. Halvering van het projectbudget beïnvloedt minstens één van de sleutelfactoren tijd, kwaliteit en de grootte/reikwijdte/omvang/resultaat van de opdracht. Enkele jaren geleden werd in Edinburgh een tramlijn aangelegd waarvan de kosten uit de hand liepen. Besloten werd een deel van de tramlijn niet aan te leggen.
De vier hoeken van het duivelsvierkant staan voor:
- Tijd: doorlooptijd/deadline van het project.
- Geld: kosten/budget/prijs van het project.
- Kwaliteit: kwaliteit van het projectresultaat.
- Reikwijdte: omvang/grootte/resultaat van de projectopdracht.

Het duivelsvierkant is een variatie op de duivelsdriehoek met omvang, kosten en tijd.